# ۶ دی
۶ دی دویست و هشتاد و دومین روز سال در گاه‌شماری خورشیدی است. به پایان سال ۸۳ روز (۸۴ روز در سال کبیسه) باقی‌است.

## رویدادها
- ۱۲۳۰ - بنیانگذاری دارالفنون نخستین مرکز آموزش عالی نوین ایران به ابتکار میرزاتقی‌خان امیرکبیر
- ۱۳۷۹ - تصویب لایحه ادغام وزارت جهاد سازندگی با وزارت کشاورزی جهت 
بنیان‌گذاری وزارت جهاد کشاورزی در مجلس شورای اسلامی
- ۱۳۸۸ - تظاهرات جنبش سبز در عاشورا

## زادروزها
- ۱۳۰۲ - هوشنگ منتصری، ریاضی‌دان.
- ۱۳۲۵ - رضا رویگری، بازیگر.
- ۱۳۵۲ - مهدی پاشازاده، مربی فوتبال.
- ۱۳۵۸ - یوسف تیموری، بازیگر.
- ۱۳۶۶ - سحر قریشی، بازیگر.
- ۱۳۶۸ - سیامک کوروشی، بازیکن فوتبال.
- ۱۳۷۷ - کوروش بختیار، تکواندوکار.
- ۱۳۷۸ - ملیکا بلالی، کشتی‌گیر و نقاش.

## درگذشت‌ها
- ۱۳۰۷ - جهانشاه‌خان امیرافشار، از فئودال های مقتدر زنجان.
- ۱۳۵۳ - حسین غفاری، از مخالفان پهلوی و پدر هادی غفاری.
- ۱۳۸۶ - علی‌محمد کاردان، روان‌شناس.
- ۱۳۸۸ - مصطفی کریم‌بیگی، از کشته‌شدگان اعتراضات عاشورای ۱۳۸۸.
- ۱۳۹۲ - سید علی‌اکبر پرورش، از اعضای حزب موتلفه اسلامی.
- ۱۳۹۳ - صادق ماهرو، دوبلور.
- ۱۳۹۸ - امیرحسین زارع‌زاده، از کشته‌شدگان اعتراضات آبان ۱۳۹۸ ایران.
- ۱۴۰۰ - منوچهر آریان‌پور کاشانی، مترجم.

## مناسبت‌ها
- روز دفاتر اسناد رسمی به اعتبار آیهٔ ۲۸۲ از سورهٔ بقره